# Турдикулова, Гульжахон Махаматжоновна
Гульжахон Махаматжоновна Турдикулова (узб. Turdikulova Guljahon Maxamatjon qizi; англ. Guljahon Turdikulova; род. 11 ноября 1993, Джизакская область, Узбекистан) — спортсменка (бодибилдинг), фитнес-модель. Обладательница серебряной медали чемпионата мира 2019 года, финалист турнира Arnold Classic-2022 (NPC-IFBB) в США, Колумбусе Двукратная чемпионка Азии (ABBF) 2017 (Сеул, Южная Корея)—2018 (Индия. г. Пуна) годов. Пятикратная чемпионка Узбекистана.

## Биография
В 2000—2015 годах училась в средне-образовательной школе, после школы поступила в Университет физкультуры республики Узбекистан.
Начала заниматься спортом в 15-летнем возрасте. В 2016 году участвовала в первом фитнес-конкурсе в Узбекистане.
Первую медаль получила в 2016 году; это был дебютный выход на кубок Узбекистана, где Гульжахон заняла 2-е место и стала обладательницей серебряной медали. В 2017 году на кубке Ташкента заняла первое место; в этом же году выступала в чемпионате Азии в Астане, где также заняла первое место.

## Соревнования
| Год  | Соревнование                                                                           | Место проведения    | Результат     |
| ---- | -------------------------------------------------------------------------------------- | ------------------- | ------------- |
| 2022 | Чемпионат Мира по Бодибилдингу и Фитнесу «Arnold Classic» (NPC-IFBB)                   | США, Коламбус       | Выход в финал |
| 2021 | Пляжный фитнес                                                                         | Ташкент, Узбекистан | Серебро       |
| 2020 | Кубок Узбекистана по Бодибилдингу и Фитнесу PROFORM Classic 2020                       | Ташкент, Узбекистан | Золото        |
| 2019 | PROFORM Classic Sports Festival 2019 — Чемпионат Узбекистана по Бодибилдингу и Фитнесу |                     | Золото        |
| 2019 | Чемпионат Мира по Бодибилдингу и Фитнесу (WBPF)                                        | Южная Корея, Чеджу  | Серебро       |
| 2018 | Чемпионат Мира по Бодибилдингу и Фитнесу 2018 (WBPF)                                   | Чианг Мэй, Таиланд  | Выход в финал |
| 2018 | Открытый Чемпионат Узбекистана по Бодибилдингу и Фитнесу 2018                          | Ташкент, Узбекистан | Серебро       |
| 2018 | 52-й Чемпионат Азии по Бодибилдингу и Фитнесу 2018 (ABBF-WBPF)                         | Индия, Пуна         | Золото        |
| 2018 | Чемпионат Центральной Азии по Бодибилдингу и Фитнесу 2018                              | Ташкент, Узбекистан | Золото        |
| 2017 | Открытый Чемпионат Узбекистана по Бодибилдингу и Фитнесу 2017 (финал)                  | Ташкент, Узбекистан | Золото        |
| 2017 | Чемпионат Азии по Бодибилдингу и Фитнесу 2017 (ABBF-WBPF)                              | Сеул, Южная Корея   | Золото        |
| 2017 | Открытый Чемпионат Джизака по Бодибилдингу и Фитнесу                                   | Ташкент, Узбекистан | Бронза        |
| 2017 | Кубок Узбекистана по Бодибилдингу и Фитнесу 2017                                       | Ташкент, Узбекистан | Бронза        |
| 2016 | Кубок Узбекистана по Бодибилдингу и Фитнесу 2017                                       | Ташкент, Узбекистан | Золото        |